# مورگان‌تاون (مریلند)
مورگان‌تاون (به انگلیسی: Morgantown) یک منطقهٔ مسکونی در ایالات متحده آمریکا است که در شهرستان چارلز، مریلند واقع شده‌است.